# 暮蟬悲鳴時祭 澪盡篇
《暮蟬悲鳴時 澪盡篇》是專為PS2版本《暮蟬悲鳴時祭》，改良版《暮蟬悲鳴時祭 碎片遊玩》，PS3《暮蟬悲鳴時粋》及PS4/PS5/Switch《暮蟬悲鳴時奉》遊戲而設計的獨有結局。

## 簡介
梨花在轉世後，再次返回約一個月前的雛見澤，雖然羽入沒有在她身邊，但是她非常清楚記得鷹野三四就是「雛見澤大災害」的幕後策劃者，因此她想了很久後，決定找圭一一起解決問題，開拓新的命運。
不過接種而來的，就是她以前都曾經經歷過的問題，例如沙都子的叔父，蕾娜對朋友的不信任，園崎姊妹的不和等等，她下定決心要和圭一，找一個最妥善又不會有後遺症的方法去解決這些問題…

## 概要
本篇是講述古手梨花於“皆杀篇”後再轉世，返到事發前約一個月前的雛見澤，但她卻不見和她一起轉世的羽入，就在她意氣消沈之時，想起如果再是這樣下去就不能改變命運，結果她和圭一一起想辦法改變命運。
故事最終是因為圭一的機智，梨花的強烈理念，再加上社團內各朋友的互相信任和合作，成功令鷹野三四要滅村的計畫完全失敗。而後來入江京介成功研製出特效藥，消滅了「雛見澤症後群」，悟史亦因而可以回到沙都子及詩音的身邊，變成喜劇結局。
不過羽入卻為了保護被刑警大高下令格殺勿論的鷹野三四而身中四發子彈死亡…
此篇還有一個特點，就是選擇題非常多，玩家一旦選錯答案的話就會立即進入悲劇結局，需要由選擇題處重新來過。

## 和原本的澪盡篇的不同之處
此篇章共有三個版本，分別是「澪盡篇」(PS2)、「澪盡篇・表」，「澪盡篇・裏」。「表」和原版 (PS2) 是聚焦在圭一，梨花等主角的故事。「裏」是聚焦在「額外故事」裏的人物。
原版和「表」的不同
其中一個很大的不同是在「表」中的梨花並不是梨花，而是羽入。真正的梨花在祭具殿裏的其中一個寶物之中。

## 悲劇結局
遊戲內設有三個悲劇結局，均是因為玩家在選擇答案時選錯而造成。
悲劇結局 1
結局和沙都子有關。
由於圭一無重視梨花的救助，所以之後就發生梨花所預言的事，沙都子叔父回到雛見澤。雖然最後圭一他們使用「皆杀篇」的方法去救沙都子，但由於太遲，沙都子已經失常，無法就任何事作出回應。雖然梨花為逃避山狗部隊的追殺而逃進園崎家，卻因為山狗部隊捉了毫無反抗能力的沙都子來要求交換梨花，結果梨花被殺。
悲劇結局 2
結局和詩音有關。
由於詩音無認真考慮圭一他們的要求，結果間宮被殺，沙都子叔父回到雛見澤。詩音眼見沙都子被鐵平虐待，憤而殺掉鐵平；另外大石亦先入為主認為過去的連續殺人事件和園崎家有關，結果因為大石盯得園崎家太緊，魎將詩音監禁著，但是詩音早已知道會發生這事，所以和魅音調轉身份，結果發生和「目明篇」類似的結局…
悲劇結局 3
結局和蕾娜有關。
由於圭一的言詞過份強烈，令交涉失敗，結果間宮真是將蕾娜爸爸的錢都騙了，而蕾娜亦殺掉間宮及之後回到雛見澤住的鐵平。由於事件發展得太快，圭一他們已無法阻止。之後蕾娜因為懷疑圭一他們報警，所以逐一將圭一他們殺死…

## 外部連結
- （日語） PS2版官方網站：「澪盡篇」
- （日語） Fami通「澪盡篇」簡介 （页面存档备份，存于）